# Cantonspark

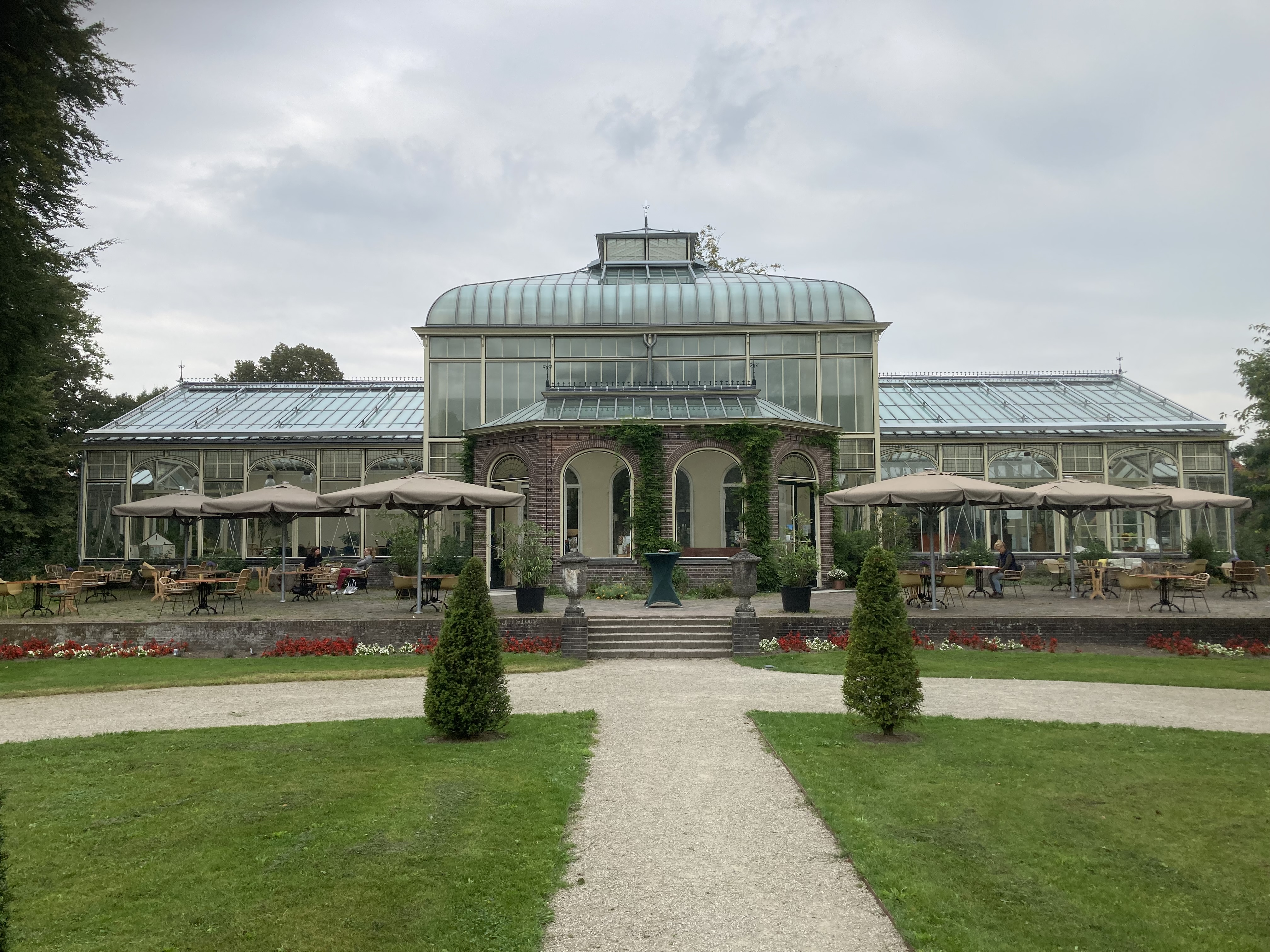
Wintertuin Cantonspark

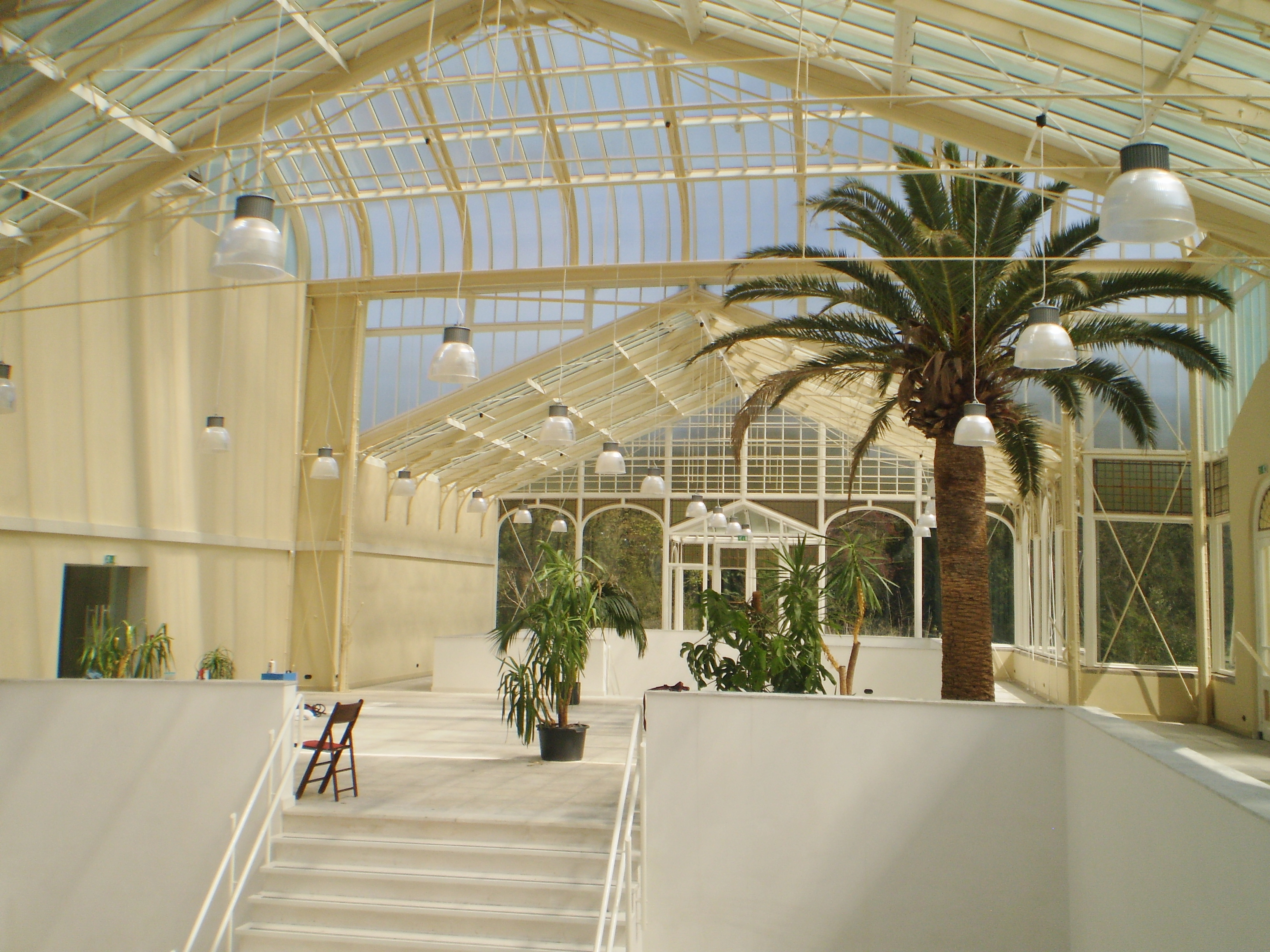
Wintertuin binnen

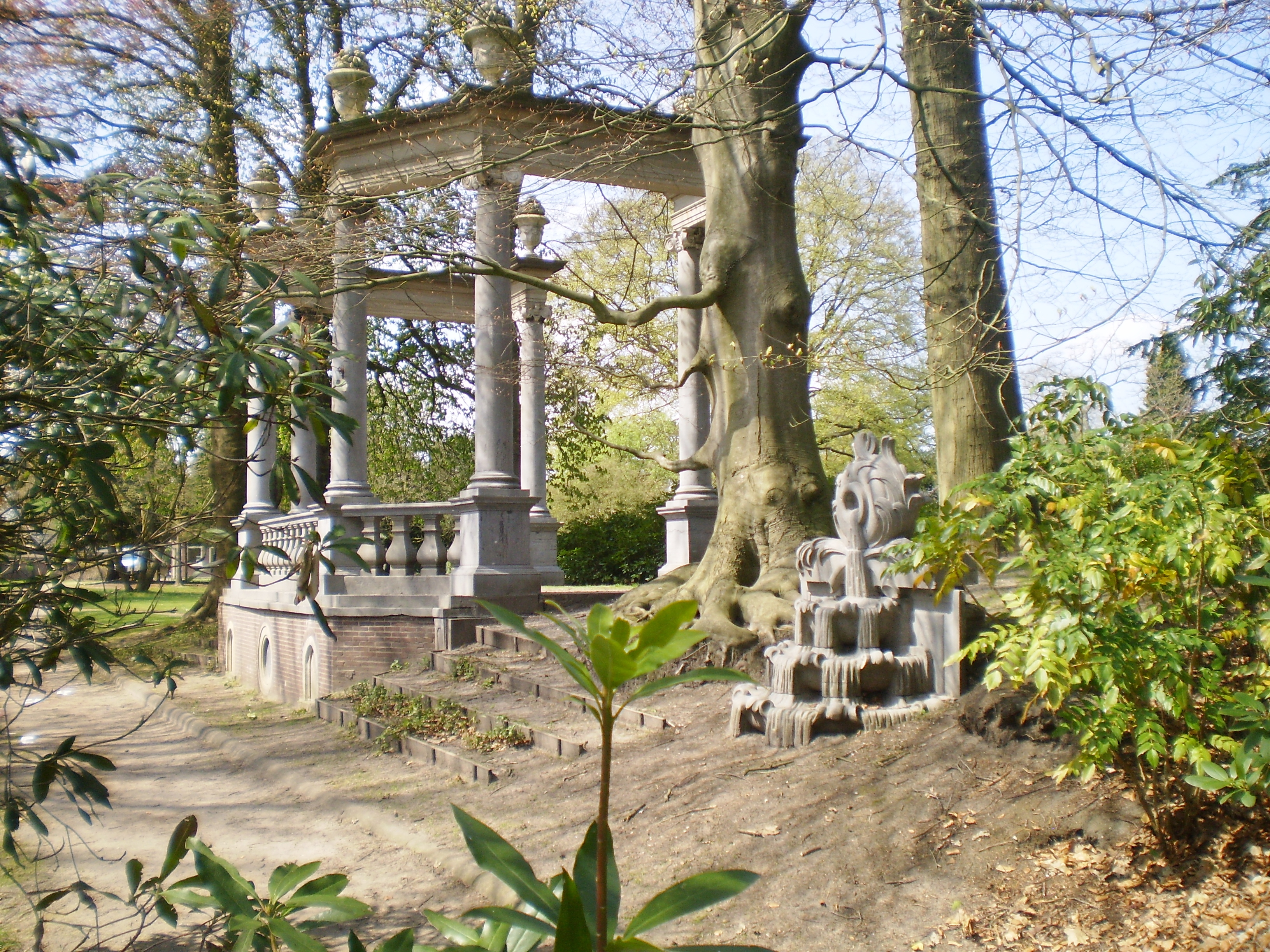
Colonnade

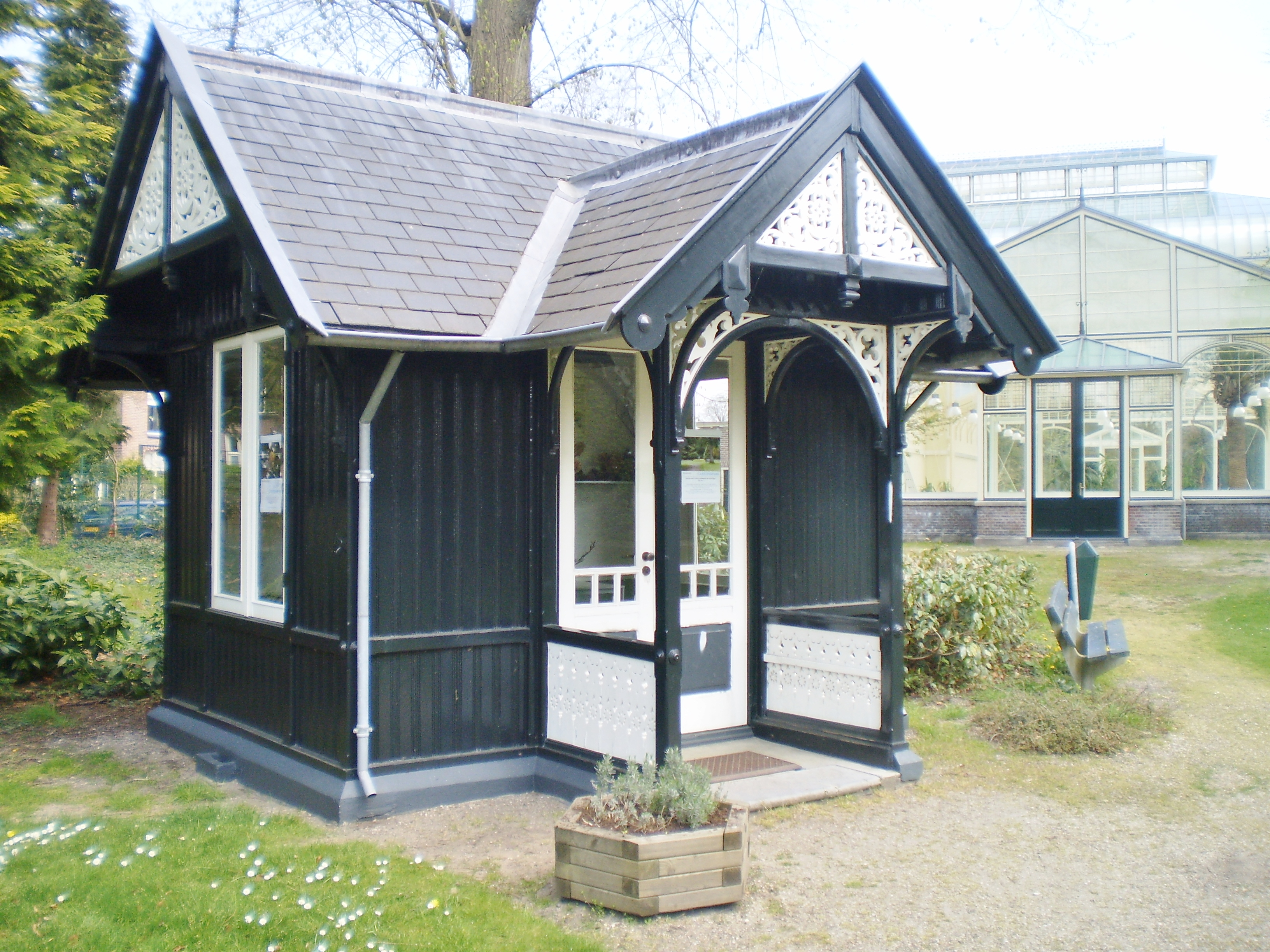
Tennishuisje Cantonspark

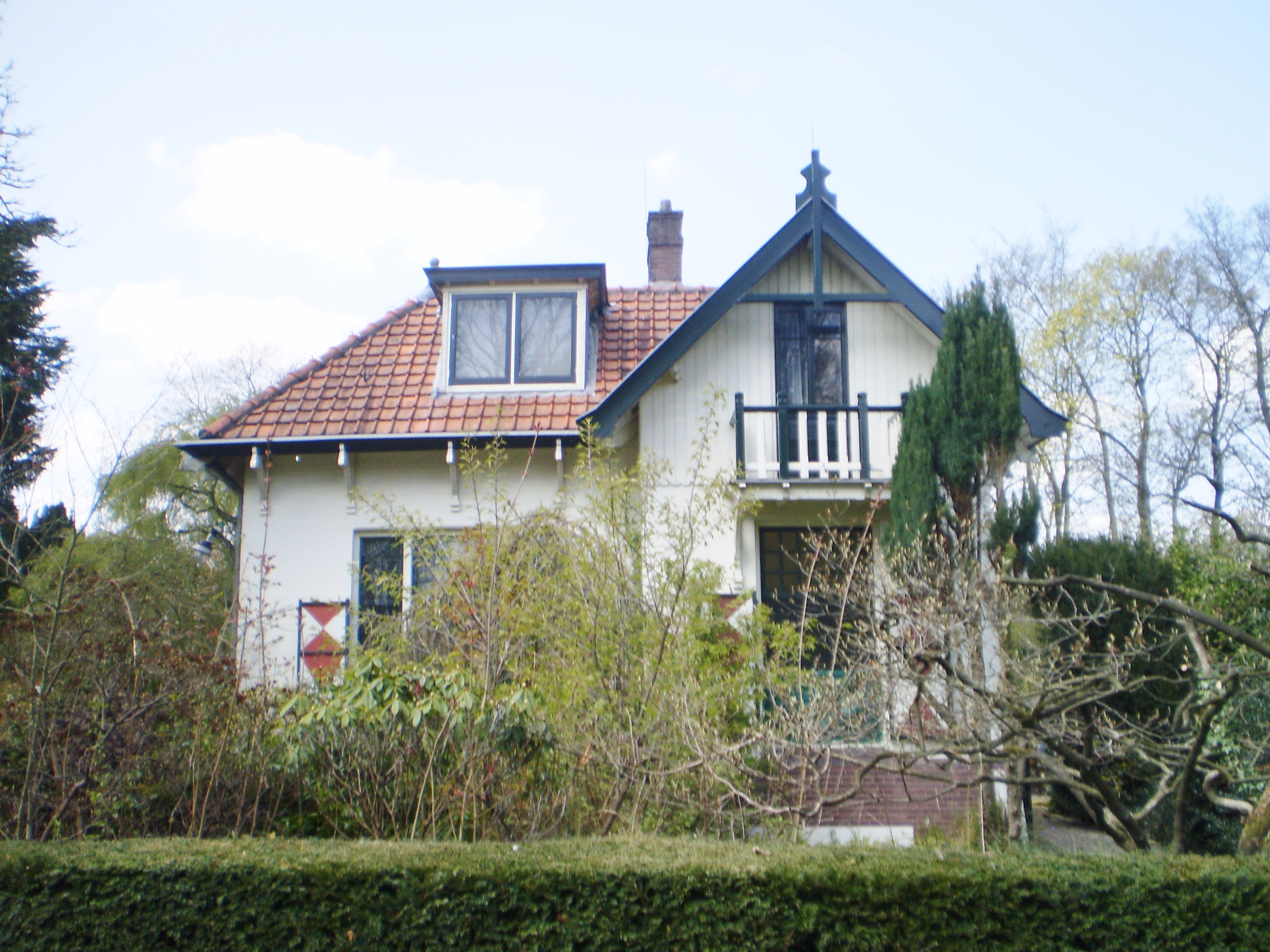
Tuinmanshuis

Het Cantonspark is een botanisch park en rijksmonument van 3,5 ha. in Baarn. Prominent in het park met exotische bomen is de grote plantenkas, de Wintertuin. Verder zijn er een colonnade, stenen waterval, fontein, siervazen, bruggetjes en andere bouwwerken.

## August Janssen
De grond hoorde tot 1902 deel tot het landgoed Schoonoord. De laatste eigenaar, freule A. Faas Elias, overleed in 1902 kinderloos, waarna de rijke Amsterdammer August Janssen (1865-1918) een deel opkocht en het als overtuin te gebruiken. Janssen was rijk geworden in Indië en was eigenaar van de villa's Peking, Java en Canton. Het zomerverblijf Canton werd afgebroken om een nieuwe villa Canton te kunnen bouwen. Tegenover deze villa liet hij het Cantonspark ontwerpen en aanleggen. 
Er kwamen kassen en allerlei gebouwtjes, met als centraal punt de Wintertuin (1915). Als verkleedruimte voor dames van de tennisbaan op het terrein kwam er bovendien een tennishuisje. De Wintertuin werd gevuld met tropische planten en bomen waar hij zijn gasten uit Indië kon ontvangen. Daar serveerde zijn Indische bediende de thee tussen palmen, koffiestruiken en bananenplanten. In de verwarmde kas speelden apen en fladderden tropische vogels rond. Om het geheel nog wat meer cachet te geven kocht hij op een Amsterdamse veiling een colonnade van het landgoed Oud-Roosenburgh. Op het terrein stond verder een dienstwoning voor de tuinbaas.

## Universiteitstuin
Toen Jansen in 1918 overleed kwam de tuin in het bezit van de Utrechtse universiteit, die er een botanische tuin van maakte. Daartoe werden een systeemtuin en een pinetum aangelegd ter ondersteuning van onderwijs en onderzoek. Op verschillende plaatsen van het park kwamen kassen met bijzondere planten en in de noordpunt van het park werd een leslokaal gebouwd. In de Wintertuin werd het assortiment tropische planten uitgebreid, met een aantal economisch belangrijke soorten als bananen en koffiestruiken. 

## Gemeente
Toen de universiteit haar tuinen in de Uithof ging concentreren en de kasplanten meenam werd het park in 1987 overgedragen aan de gemeente Baarn. Alleen de Wintertuin bleef staan aan de rand van het karakteristieke park, met daarin nog de exotische bomen en veel struiken met een grote botanische en cultuurhistorische waarde. In de zuidelijke punt van het park kwam een kinderboerderij. Nadat bezorgde burgers en de Historische Kring Baerne aandacht vroegen voor de cultuurhistorische waarde werd in 1993 de Stichting Vrienden van het Cantonspark opgericht. Doelstelling is om de waardevolle voormalige botanische tuin en het park als openbaar groen te behouden.

## Renovatie
In 2020 werd begonnen met de restauratie van het Cantonspark. Het werd daarbij grotendeels teruggebracht naar de beginsituatie van honderd jaar eerder. Door het verwijderen van zieke bomen en wilde zaailingen kregen de bijzondere bomen meer licht en ruimte. De oorspronkelijke padenstructuur werd hersteld en de paden kregen een verharde toplaag. Bij de ingangen aan de Faas Eliaslaan en de Abel Tasmanlaan zijn nieuwe hekken geplaatst.

## Rijksmonumenten in het Cantonspark
- Wintertuin Cantonspark
- Tennishuisje Cantonspark
- Colonnade Cantonspark
- Fontein van het Cantonspark
- tuinbeeld Cupido met dolfijn
- Brug Cantonspark
- Kweekbak Cantonspark

## Moord
In 2004 werden de lichamen van het echtpaar Christiaan en Ria Müller uit Baarn gevonden onder het geitenhok van de kinderboerderij in het Cantonspark. Ze waren sinds 1999 vermist. De beheerder van de kinderboerderij werd gearresteerd. Hij kreeg aanvankelijk levenslange gevangenisstraf. Dit werd in hoger beroep verlaagd naar 16 jaar gevangenisstraf en tbs met dwangverpleging.